# Biennale de Kochi-Muziris
La biennale de Kochi-Muziris (en malayalam : കൊച്ചി-മുസിരിസ് ദ്വൈവാര്‍ഷിക കലാപ്രദര്‍ശനം) est une exposition internationale d'art contemporain qui se tient à Kochi (Cochin), au Kerala, en Inde.

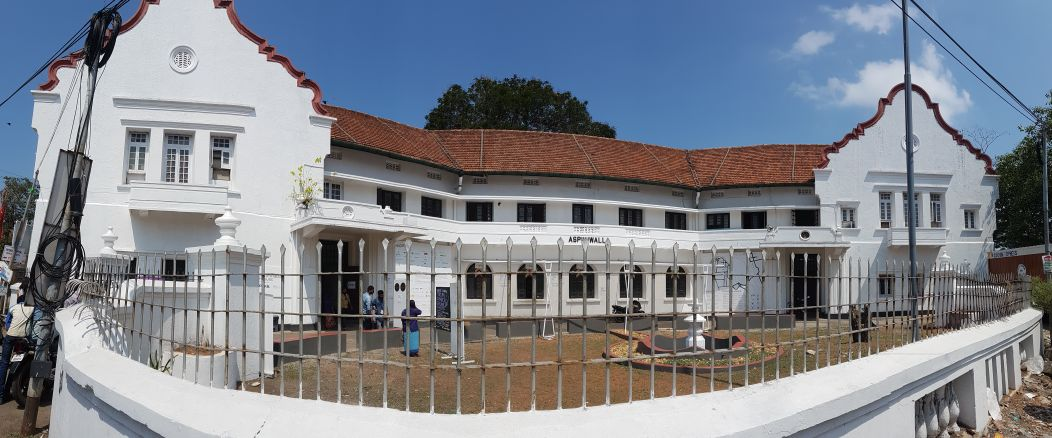
Aspinwall House, l'un des principaux lieux de la biennale.

C'est la plus grande exposition d'art en Inde et le plus grand festival d'art contemporain en Asie. La biennale de Kochi-Muziris est une initiative de la Fondation de la Biennale de Kochi avec le soutien du gouvernement du Kerala.
L'exposition se déroule dans différentes localisations de Kochi, avec des expositions ayant lieu dans des galeries, des halls et des installations spécifiques à des sites, des bâtiments patrimoniaux et des structures désaffectées.
Des artistes indiens et internationaux exposent des œuvres sur différents supports, notamment le film, l'installation, la peinture, la sculpture, les nouveaux médias et la performance. À travers la célébration de l'art contemporain du monde entier, la biennale de Kochi-Muziris cherche à évoquer l'héritage cosmopolite historique de la métropole moderne de Kochi et son prédécesseur mythique, l'ancien port de Muziris.
Parallèlement à l'exposition, la biennale propose un programme étoffé d'entretiens, séminaires, projections, musique, ateliers et activités pédagogiques destinés aux écoliers et aux étudiants.

## La création de la biennale de Kochi-Muziris

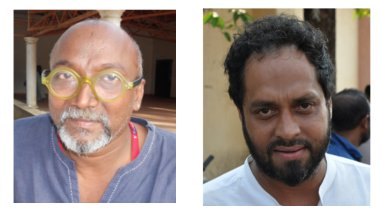
Bose Krishnamachari et Riyaz Komu.

En mai 2010, Bose Krishnamachari et Riyaz Komu, des artistes contemporains originaires du Kerala et basés à Mumbai, sont contactés par le ministre de la Culture du Kerala, MA Baby, pour lancer un projet artistique international dans l'État. Reconnaissant le manque de plate-forme internationale pour l'art contemporain en Inde, Bose et Riyas proposent l'idée d'une biennale à Kochi, à l'instar de la biennale de Venise.

## Galerie de photo des différentes éditions

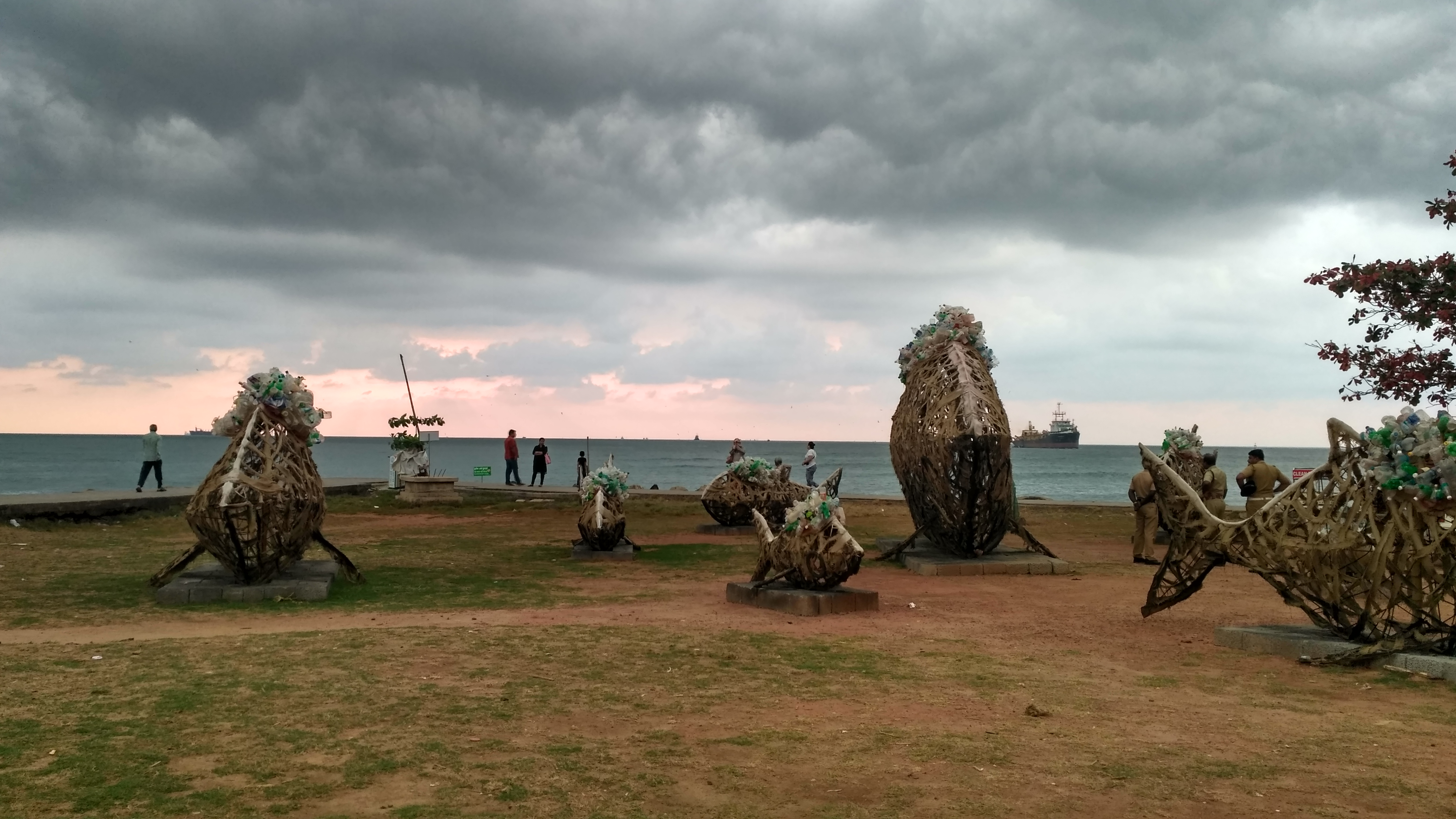
Cimetière de poissons du Central Marine Fisheries Research Institute (en)
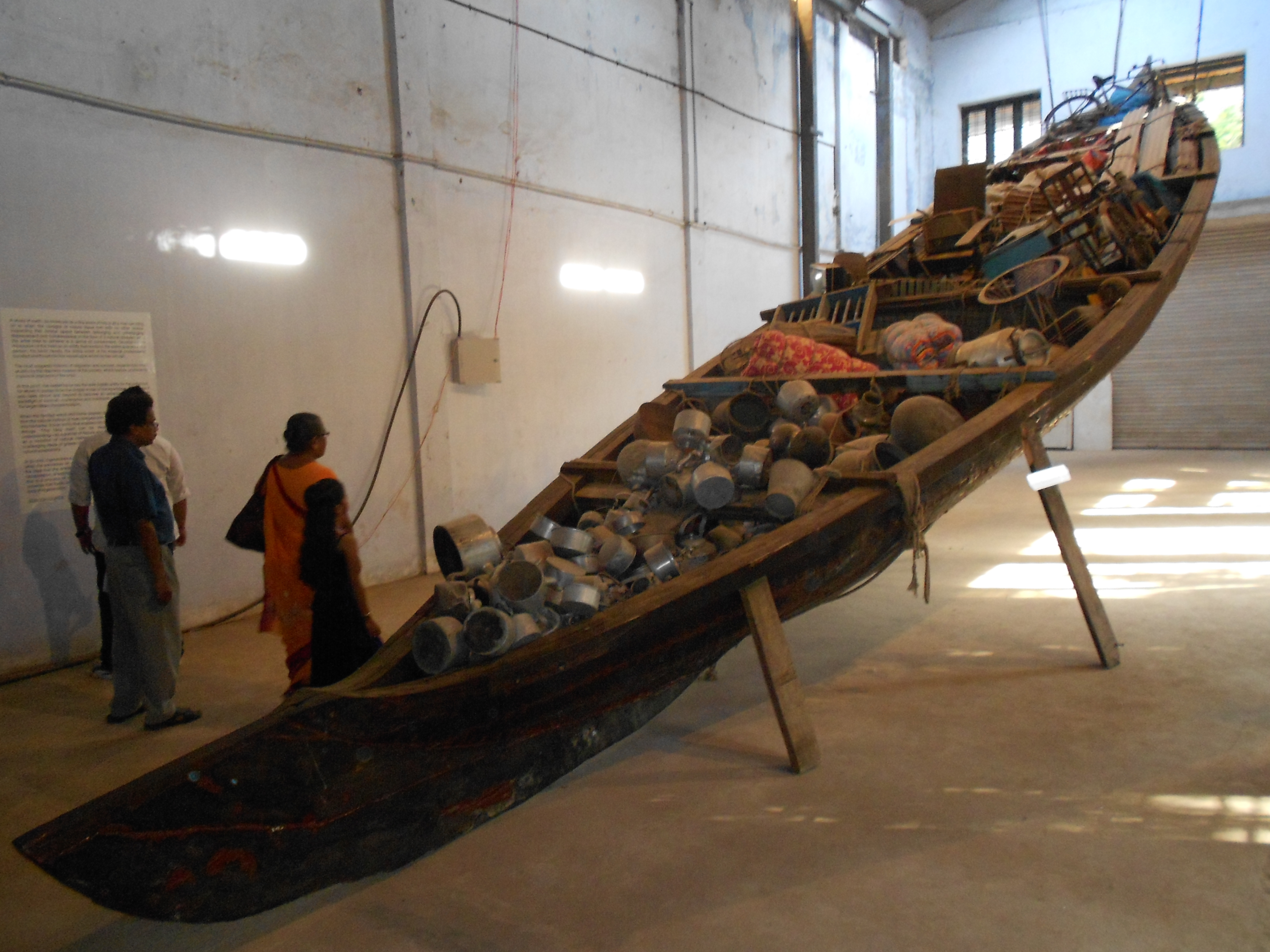
What does the vessel contain, that the river does not de Subodh Gupta
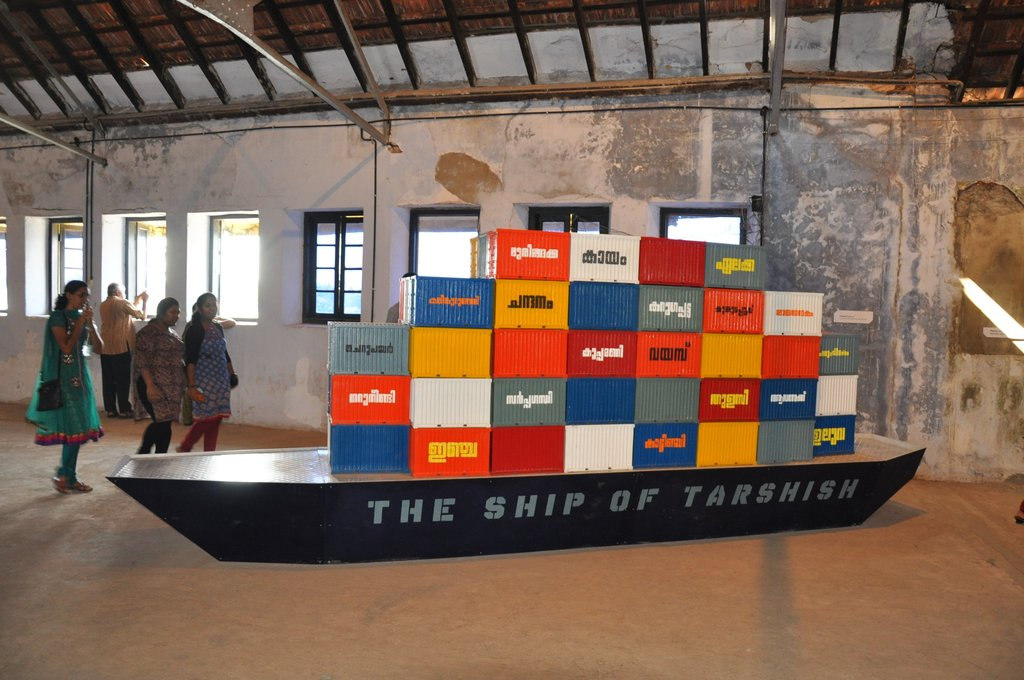
The ship of Tarshish de Prasad Raghavan
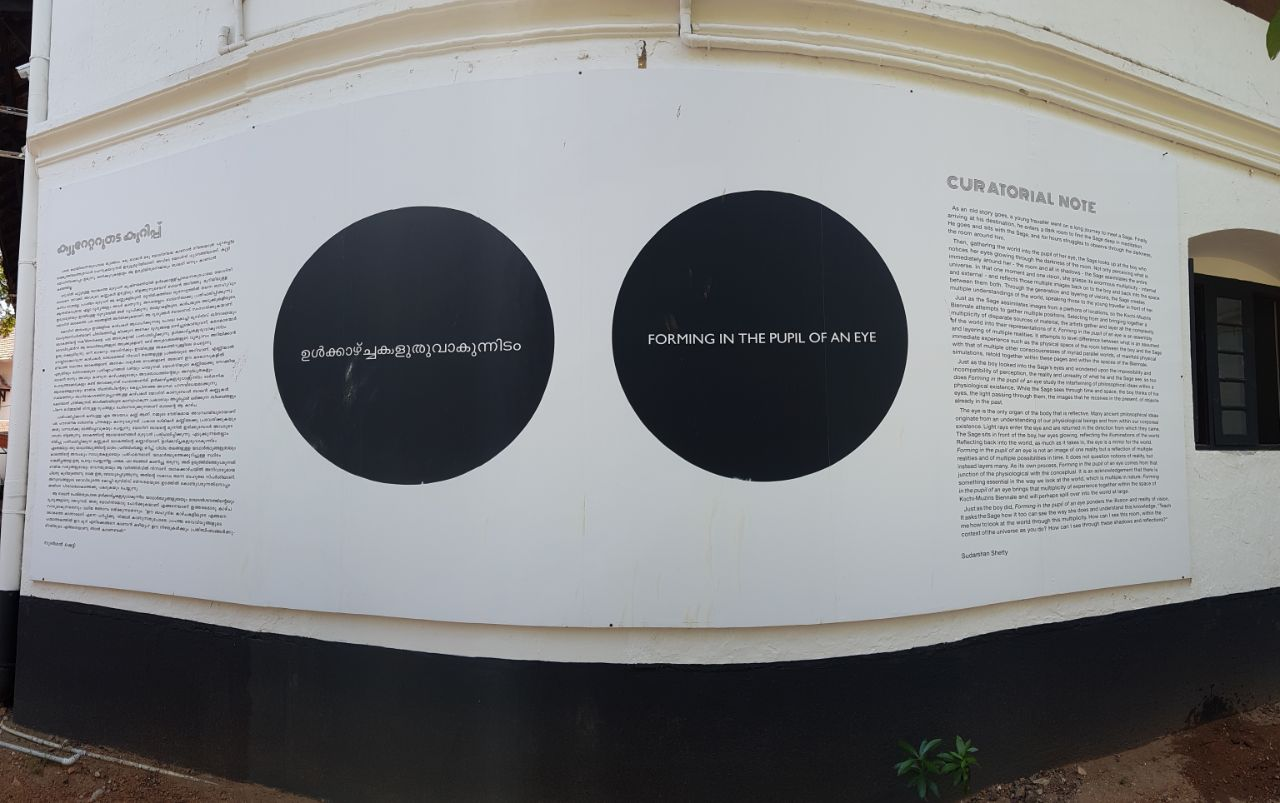
Note de conservation de Sudarshan Shetty
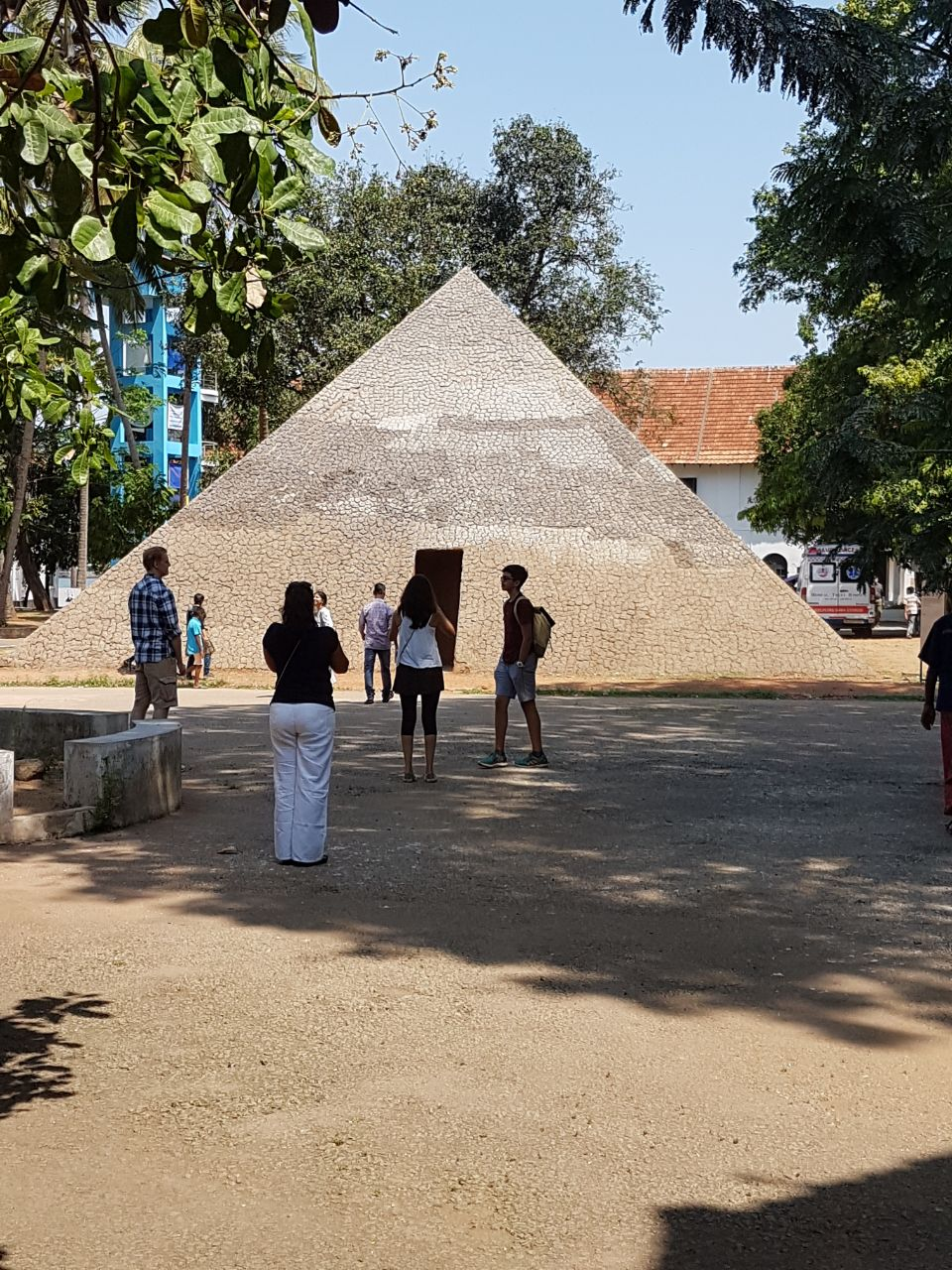
La pyramide des poètes exilés d'Aleš Šteger
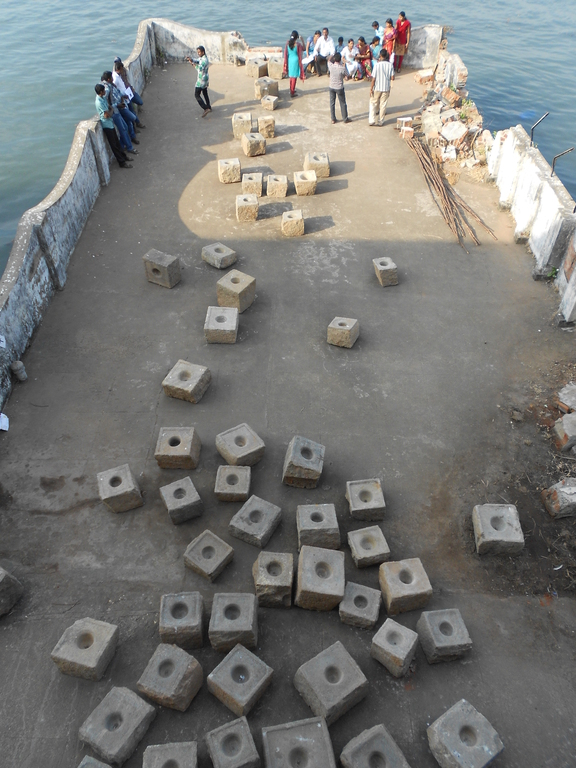
Stop over de Sheela Gowda
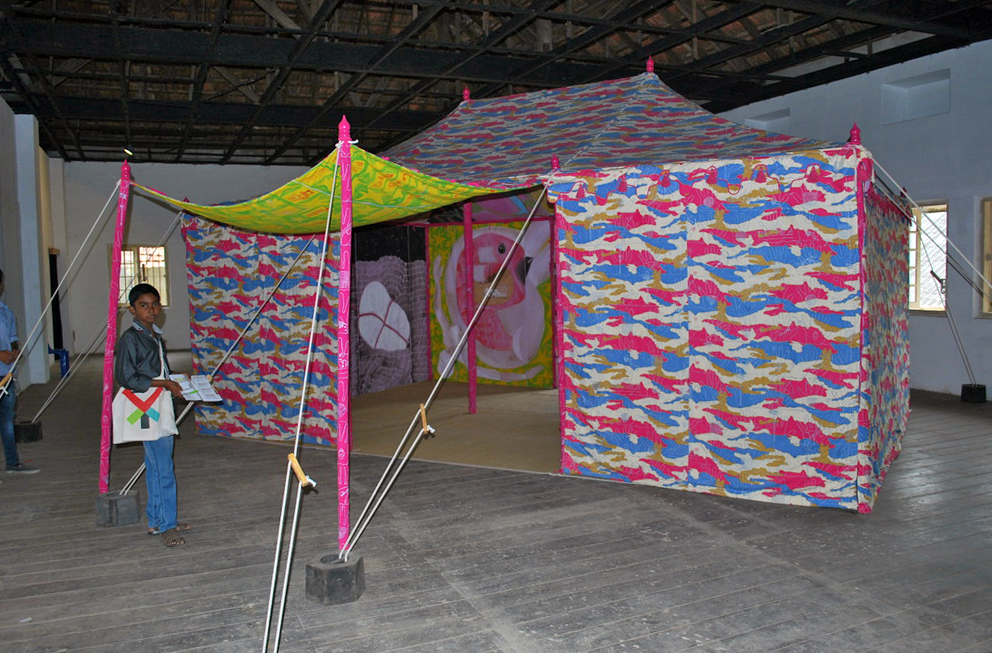
Pepper Tent de Francesco Clemente
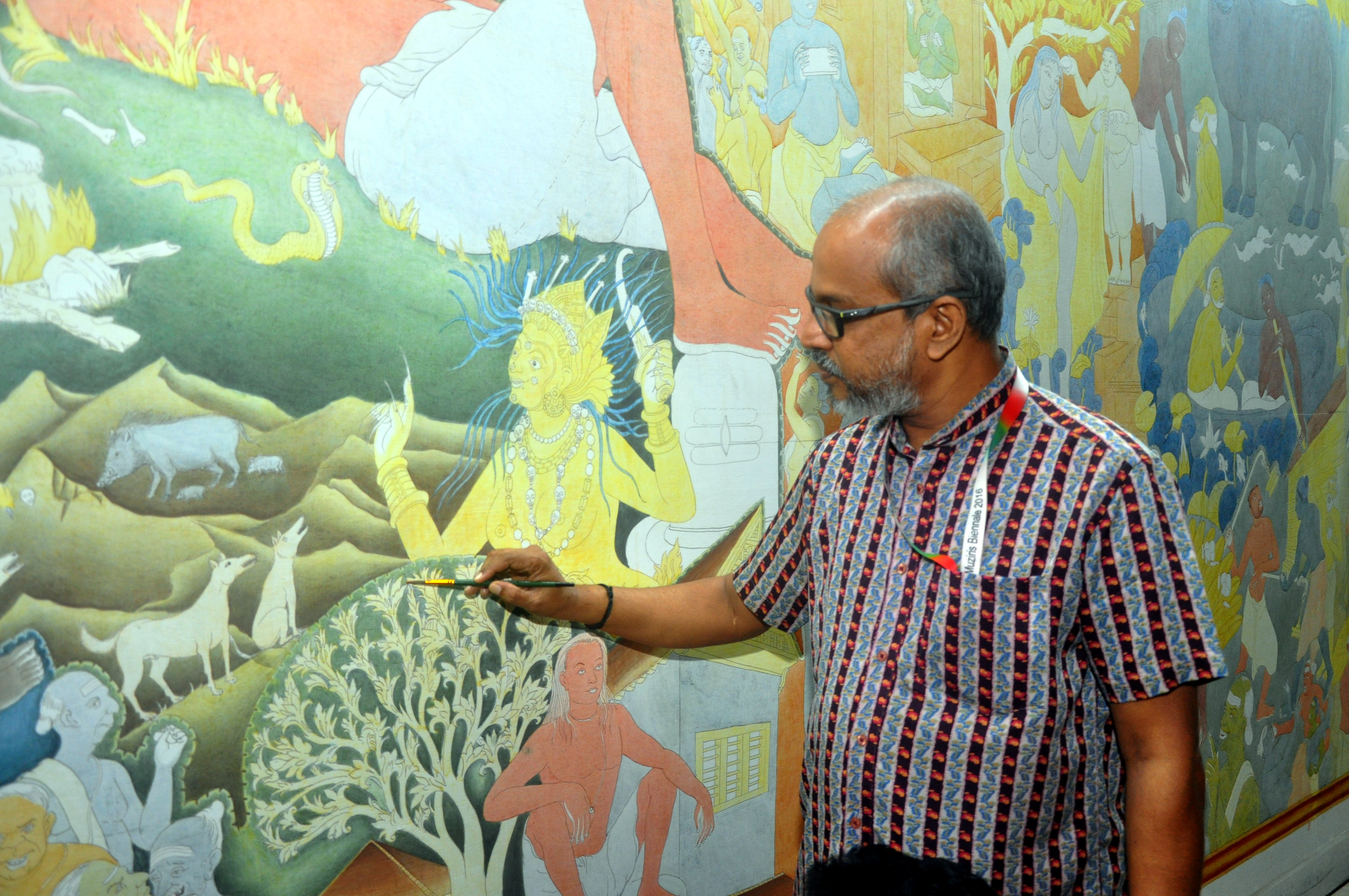
P. K. Sadanandan travaille sur sa peinture murale
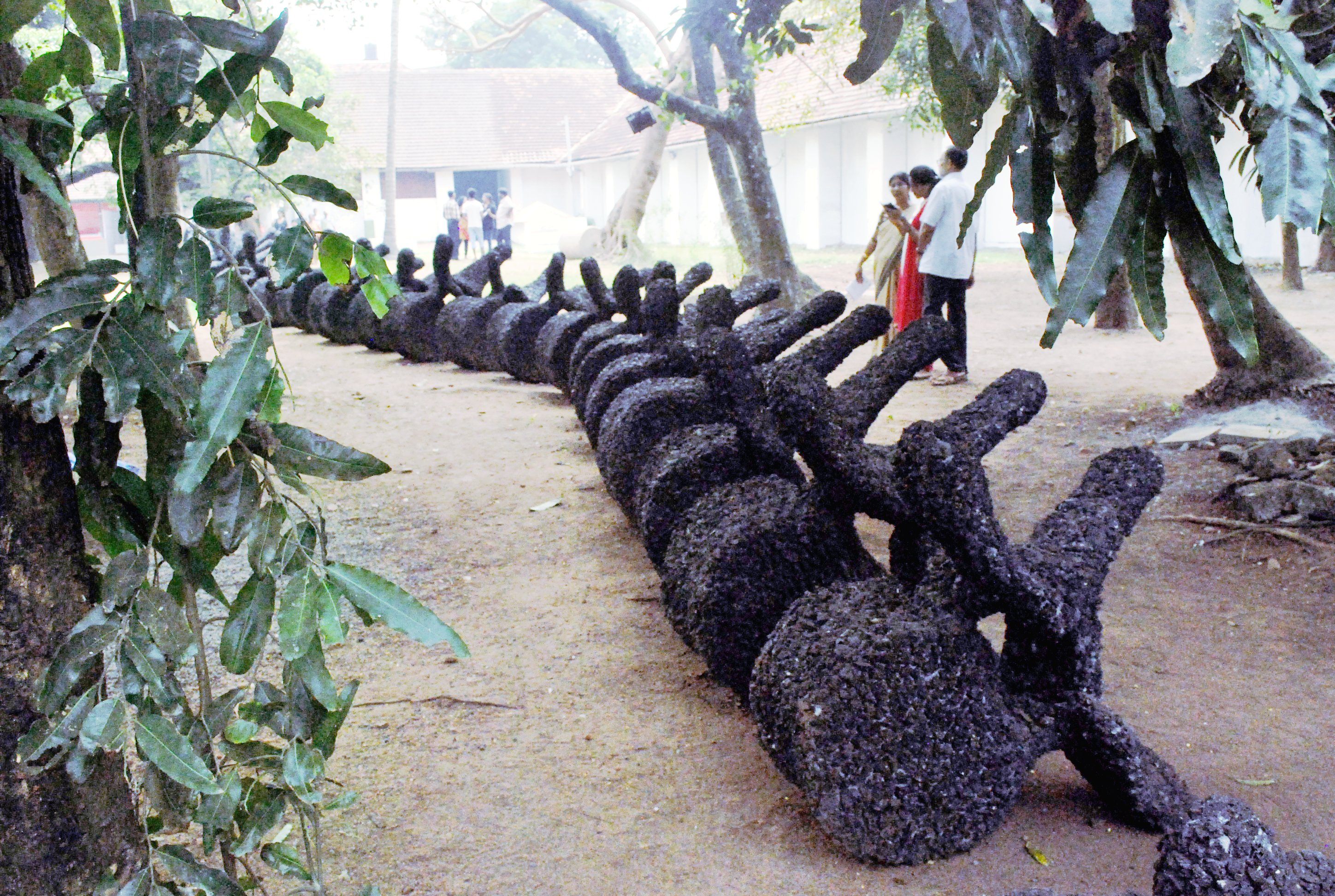
Backbone de Shanthamani Muddaiah
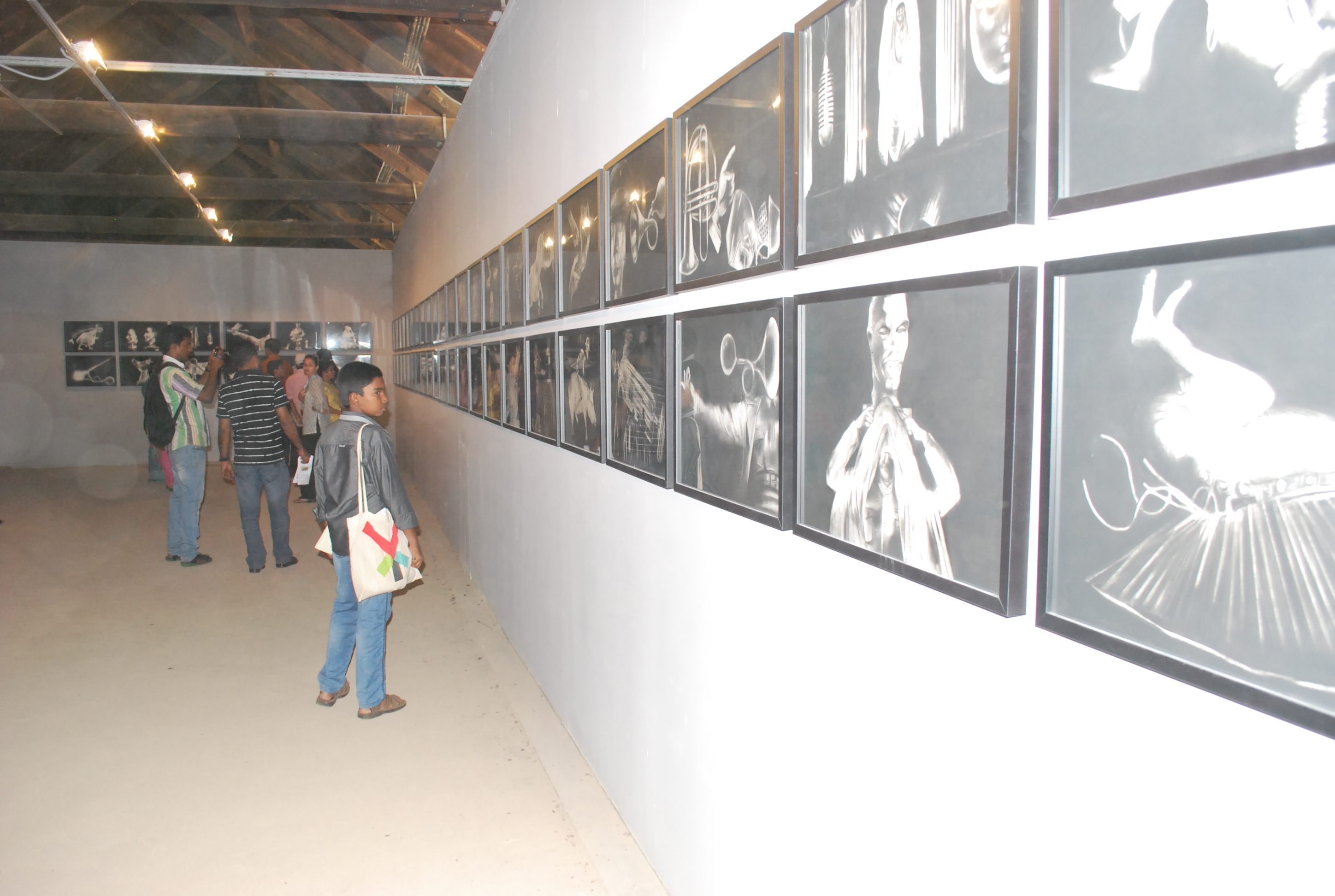
Logiques de la disparition de K. M. Madhusudhanan
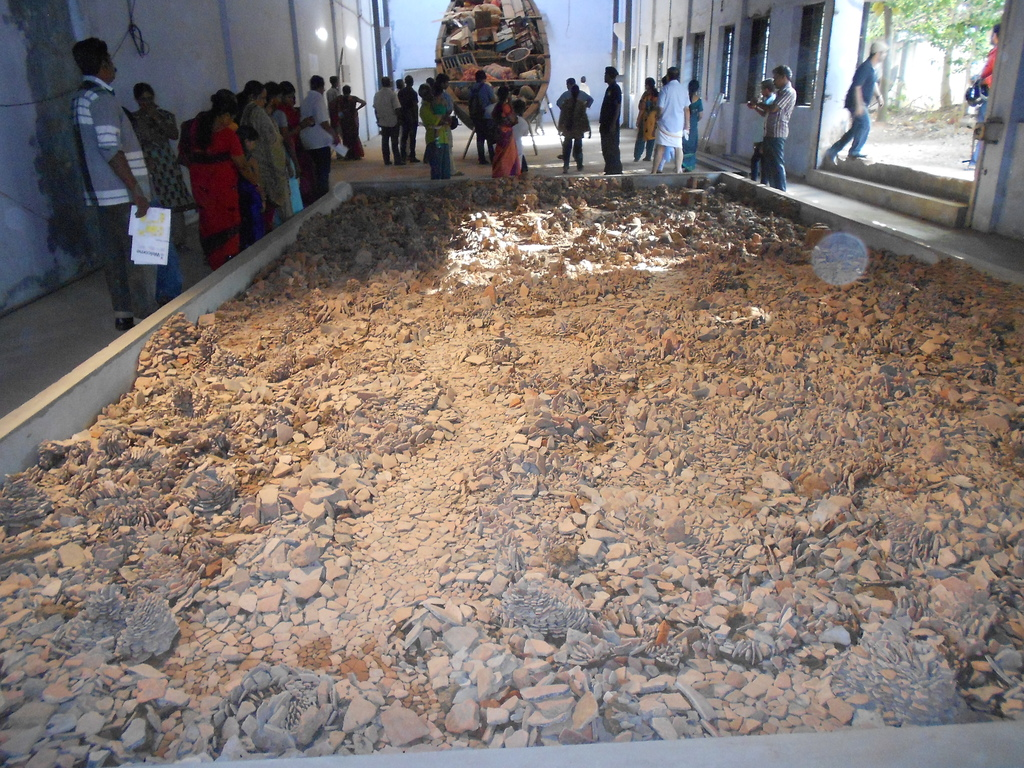
Black gold de Vivan Sundaram